# Новые приключения Алёнушки и Ерёмы
«Новые приключения Алёнушки и Ерёмы» — российский полнометражный 3D-мультфильм. Премьера состоялась 24 декабря 2009 года.
Это продолжение музыкальной комедии «Приключения Алёнушки и Ерёмы» (2008).

## Сюжет
В этом фильме главные герои играют сразу две свадьбы, после чего Фрауэнлоб фон Цветтер похищает новый летательный аппарат, построенный царевной Всеславой, в придачу похищая шаха Рахмана — её мужа. Всеслава, Алёнушка, Ерёма и царь Дормидонт отправляются за незадачливым похитителем, который, оказавшись в Африке, попадает в плен к людоедам.

## Роли озвучивали
- Инна Гомес — Алёнушка
- Антон Макарский — Ерёма
- Александр Ревва — воевода Гордей/китайский император/ёж/конь
- Рената Литвинова — тётка Ефросинья
- Наталья Щукина — царевна Всеслава/3-я Эллочка-людоедка
- Сергей Чонишвили — шах Рахман/переводчик
- Евгений Воскресенский — рыцарь Фрауэнлоб фон Цветтер
- Александр Пожаров — царь Дормидонт
- Вячеслав Гришечкин — звездочёт Фарид
- Александр Наумов — циклоп Тимур
- Константин Шустарев — шаман Бабучанги
- Дарья Глушенкова — Сяо Мэй
- Юлия Ковальчук — Мей Ли
- Екатерина Котёночкина — 1-я Эллочка-людоедка
- Наталья Бойко — 2-я Эллочка-людоедка
- Эрнст Троянов — китайский мудрец
- Александр Годерич-Дмитриевский — китайский военачальник
- Виктория Морозова — фрау Марта (улитка)
- Дмитрий Поляновский — звери

## Саундтрек
1.Песня Алёны и Ерёмы «Пусть взгляды романтичные…»
Автор текста: Андрей Гончаров
Автор музыки: Константин Шустарев
Исполнили: Антон Макарский и Инна Гомес
2.Песня царя Дормидонта, Ерёмы и Алёнушки «Где моя Всеслава?»
Автор текста: Андрей Гончаров
Автор музыки: Константин Шустарев
Исполнили: Александр Пожаров, Антон Макарский, Инна Гомес
3.Песня воеводы Гордея и рыцаря Фрауэнлоба фон Цветтера «Что для военных главное?»
Автор текста: Андрей Гончаров
Автор музыки: Константин Шустарев
Исполнили: Александр Ревва и Константин Шустарев
4.Песня Ерёмы и шаха Рахмана, Алёнушки и царевны Всеславы «Ради любимой — все наши поступки»
Автор текста: Андрей Гончаров
Автор музыки: Константин Шустарев
Исполнили: Антон Макарский, Сергей Чонишвили, Инна Гомес и Виктория Морозова
5.Песня Эллочек и шамана Бабучанги «Наш затерялся маленький остров»
Автор текста: Андрей Гончаров
Автор музыки: Константин Шустарев
Исполнили: Константин Шустарев, Екатерина Котеночкина, Наталья Бойко, Вера Полякова
6.Песня Ерёмы «Мелодию рождают чувства»
Автор текста: Андрей Гончаров, Константин Мулин
Автор музыки: Константин Шустарев
Исполнили: Антон Макарский и Инна Гомес
7.Песня царевны Всеславы и звездочёта Фарида «Не знал никто, как в гневе я страшна»
Автор текста: Андрей Гончаров
Автор музыки: Константин Шустарев
Исполнили: Константин Шустарев и Наталья Щукина

8.Песня рыцаря Фрауэнлоба фон Цветтера и Эллочки «Сколько страсти в вашем взгляде»
Автор текста: Андрей Гончаров
Автор музыки: Константин Шустарев
Исполнили: Константин Шустарев и Наталья Бойко
9.Песня воеводы Гордея и китайской девушки Мей Ли «Нельзя обманывать других»
Автор текста: Андрей Гончаров
Автор музыки: Константин Шустарев
Исполнили: Юлия Ковальчук и Александр Ревва
10.Песня циклопа Тимура и тётки Ефросиньи «Слиться хочется в экстазе»
Автор текста: Андрей Гончаров
Автор музыки: Константин Шустарев
Исполнили: Константин Шустарев и Татьяна Семина
11.Песня шамана Бабучанги и Эллочек «Любовь мужчинам можем дать»
Автор текста: Андрей Гончаров
Автор музыки: Константин Шустарев
Исполнили: Константин Шустарев, Екатерина Котеночкина, Наталья Бойко, Вера Полякова
12.Финальная песня «Если ты к добру стремишься»
Автор текста: Андрей Гончаров
Автор музыки: Константин Шустарев
Исполнили: Антон Макарский, Виктория Макарская, Инна Гомес
13.Песня Алёнушки «Тусовка — дело праздное»
Автор текста: Андрей Гончаров
Автор музыки: Константин Шустарев
Исполнили: Инна Гомес
14.Песня № 2 Эллочек и шамана Бабучанги «Наш затерялся маленький остров»
Автор текста: Андрей Гончаров
Автор музыки: Константин Шустарев
Исполнили: Константин Шустарев, Екатерина Котеночкина, Наталия Бойко, Вера Полякова
15.Ремикс на песню Алёнушки «Тусовка — дело праздное»
Автор текста: Андрей Гончаров
Автор музыки: Андрей Полянин и Сергей Ткаченко
Исполнили: Инна Гомес
16.Ремикс на песню шамана Бабучанги и Эллочек «Любовь мужчинам можем дать»
Автор текста: Андрей Гончаров
Автор музыки: Андрей Полянин и Сергей Ткаченко
Исполнили: Константин Шустарев, Екатерина Котеночкина, Наталия Бойко, Вера Полякова
17.Ремикс № 1 на песню Эллочек и шамана Бабучанги «Наш затерялся маленький остров»
Автор текста: Андрей Гончаров
Автор музыки: Андрей Полянин и Сергей Ткаченко
Исполнили: Константин Шустарев, Екатерина Котеночкина, Наталия Бойко, Вера Полякова
18.Ремикс № 2 на песню Эллочек и шамана Бабучанги «Наш затерялся маленький остров»
Автор текста: Андрей Гончаров
Автор музыки: Андрей Полянин и Сергей Ткаченко
Исполнили: Константин Шустарев, Екатерина Котеночкина, Наталия Бойко, Вера Полякова

## Награды
- 2010 — X Фестиваль «Кинотаврик» в Сочи : Приз за лучший анимационный фильм.[2]

## Дополнительная информация
Появления третьей части «Приключений» организаторы не исключают, хотя про сроки возможного выхода ничего пока говорить и не собираются..